# Grazia (Magazin)

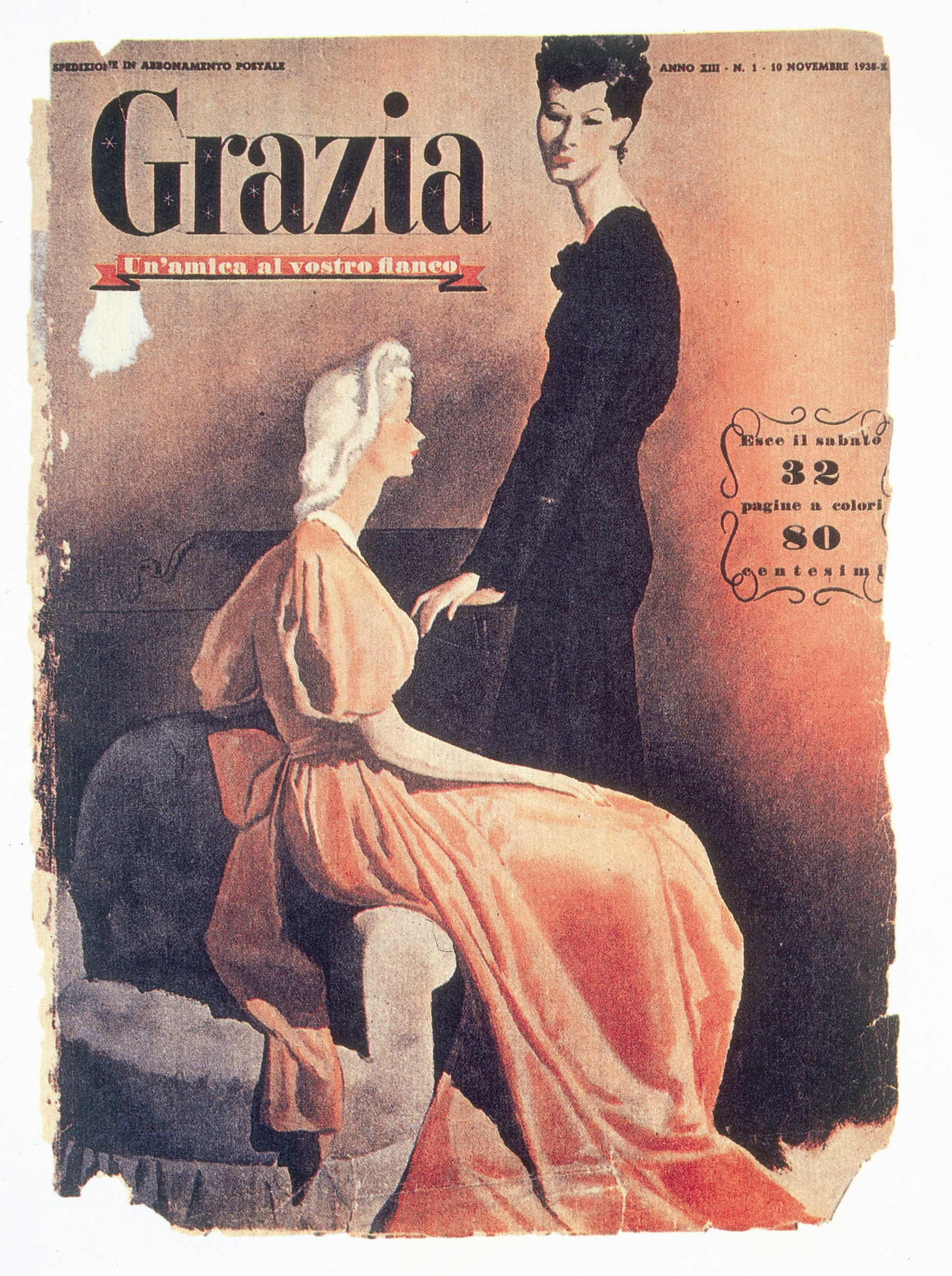
Titelbild der ersten Ausgabe von 1938

Grazia (Eigenschreibweise: GRAZIA) ist eine international verbreitete Frauenzeitschrift von Mondadori. Die deutsche Ausgabe wird zweiwöchentlich von der Mediengruppe Klambt in Hamburg herausgegeben. Chefredakteur ist Tim Affeld. Die verkaufte Auflage beträgt 45.368 Exemplare, ein Minus von 74,9 Prozent seit 2010.
Die Zeitschrift wurde erstmals 1938 in Italien von Mondadori veröffentlicht. Die 2005 von Emap gestartete britische Ausgabe wurde 2007 von der Bauer Media Group übernommen.
In Deutschland erscheint die Zeitschrift seit dem 11. Februar 2010 beim Klambt Style-Verlag, einer Tochtergesellschaft der Mediengruppe Klambt. Vom 1. Juli 2011 bis zum 31. Dezember 2017 war Gruner + Jahr mit 50,1 Prozent am Klambt Style-Verlag beteiligt. 2023 wurde die Erscheinungsfrequenz von wöchentlich auf zweiwöchentlich geändert.